# 路易斯·特哈達
路易斯·特哈達（Luis Tejada，1982年3月28日—2024年1月28日）是巴拿馬職業男子足球員，曾效力於秘魯的皮拉塔足球俱樂部。2001年至2018年，路易斯·特哈達是巴拿馬國家足球隊的成員，曾參與2018年國際足協世界盃，在當年退休。

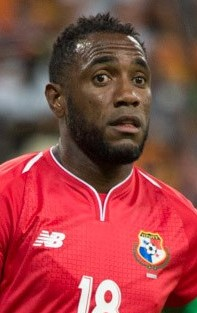
路易斯·特哈達